# Diócesis de Wau
La diócesis de Wau (en latín: Dioecesis Vaven(sis) y en inglés: Roman Catholic Diocese of Wau) es una circunscripción eclesiástica latina de la Iglesia católica en Sudán del Sur, sufragánea de la arquidiócesis de Yuba. Desde el 18 de noviembre de 2020 el obispo de la diócesis es Matthew Remijio Adam Gbitiku, M.C.C.I.

## Territorio y organización
La diócesis extiende su jurisdicción sobre los fieles católicos de rito latino residentes en los estados de Bar el Gazal del Norte y Bar el Gazal Occidental, la mayor parte del estado de Warab y el área con estatus especial administrativo de Abyei, que está en condominio provisional con Sudán.
La sede de la diócesis se encuentra en la ciudad de Wau, en donde se halla la Catedral de Santa María. 
En 2020 el territorio estaba dividido en 20 parroquias.

## Historia
Durante la guerra mahdista (1881-1899) contra la ocupación egipcia de Sudán, los misioneros cristianos fueron expulsados del territorio de lo que hoy es Sudán y Sudán del Sur.
La prefectura apostólica de Bar el Gazal fue erigida el 30 de mayo de 1913 con el decreto Quam multis de la Propaganda Fide, separando territorio del vicariato apostólico de Sudán o África Central (hoy arquidiócesis de Jartum).
El 13 de junio de 1917 la prefectura apostólica fue elevada a vicariato apostólico.
El 12 de junio de 1923 cedió territorio para la erección de la prefectura apostólica del Nilo ecuatorial (hoy arquidiócesis de Gulu) mediante el breve Quae catholico del papa Pío XI.
El 3 de marzo de 1949 volvió a ceder territorio para la erección de la prefectura apostólica de Mupoi (hoy diócesis de Tombura-Yambio) mediante la bula Quo Christi Domini del papa Pío XII.
El 3 de junio de 1955 nuevamente cedió territorio para la erección del vicariato apostólico de Rumbek (hoy diócesis de Rumbek) mediante la bula Quandoquidem arcano del papa Pío XII.
El 1 de enero de 1956 Sudán se convirtió en un estado independiente. En marzo de 1964 todos los misioneros extranjeros fueron expulsados de Sudán por el Gobierno militar del general Ibrahim Abboud y debieron trasladarse a Uganda, Zaire y África Central, permaneciendo muy pocos clérigos y catequistas locales. Los sacerdotes debieron huir hasta el Acuerdo de Paz de Adís-Abeba de 1972 que puso fin a la primera guerra civil sudanesa. 
El 26 de mayo de 1961 cambió su nombre por el de vicariato apostólico de Wau.
El 12 de diciembre de 1974 el vicariato apostólico fue elevado a diócesis con la bula Cum in Sudania del papa Pablo VI.
Tras los acuerdos de paz que pusieron fin a la guerra civil de 1984 a 2005, Sudán del Sur declaró su independencia total de Sudán el 9 de julio de 2011.

## Episcopologio
- Antonio Stoppani, M.C.C.I. † (30 de mayo de 1913-noviembre de 1933 renunció)
- Rodolfo Orler, M.C.C.I. † (11 de diciembre de 1933-19 de julio de 1946 falleció)
- Edoardo Mason, M.C.C.I. † (8 de mayo de 1947-10 de mayo de 1960 nombrado vicario apostólico de El Obeid)
- Ireneus Wien Dud † (10 de mayo de 1960-12 de diciembre de 1974 nombrado arzobispo de Yuba)
- Gabriel Zubeir Wako (12 de diciembre de 1974-30 de octubre de 1979 nombrado arzobispo coadjutor de Jartum)
- Joseph Bilal Nyekindi † (24 de octubre de 1980-2 de noviembre de 1995 renunció)
- Rudolf Deng Majak † (2 de noviembre de 1995-6 de marzo de 2017 falleció)
  - Sede vacante (2017-2020)
- Matthew Remijio Adam Gbitiku, M.C.C.I., desde el 18 de noviembre de 2020

## Estadísticas
De acuerdo al Anuario Pontificio 2021 la diócesis tenía a fines de 2020 un total de 3 164 190 fieles bautizados.
| Año                                                                             | Población            | Población | Población      | Sacerdotes | Sacerdotes    | Sacerdotes    | Bautizados por sacerdote | Diáconos permanentes | Religiosos | Religiosos | Parroquias |
| Año                                                                             | Bautizados católicos | Total     | % de católicos | Total      | Clero secular | Clero regular | Bautizados por sacerdote | Diáconos permanentes | Varones    | Mujeres    | Parroquias |
| ------------------------------------------------------------------------------- | -------------------- | --------- | -------------- | ---------- | ------------- | ------------- | ------------------------ | -------------------- | ---------- | ---------- | ---------- |
| 1950                                                                            | 22 000               | 750 000   | 2.9            | 3          | 3             |               | 7333                     |                      | 54         | 37         | 11         |
| 1970                                                                            | 67 000               | 962 504   | 7.0            | 10         | 10            |               | 6700                     | 1                    | 10         | 13         |            |
| 1980                                                                            | 212 180              | 1 398 000 | 15.2           | 23         | 15            | 8             | 9225                     |                      | 14         | 10         | 15         |
| 1990                                                                            | 477 000              | 1 770 000 | 26.9           | 14         | 5             | 9             | 34 071                   |                      | 22         | 17         | 15         |
| 1999                                                                            | 760 000              | 2 450 000 | 31.0           | 17         | 10            | 7             | 44 705                   |                      | 15         | 13         | 16         |
| 2000                                                                            | 990 000              | 3 000     | 33.0           | 30         | 19            | 11            | 33 000                   |                      | 21         | 15         | 21         |
| 2001                                                                            | 1 190 000            | 3 500 000 | 34.0           | 30         | 20            | 10            | 39 666                   |                      | 20         | 16         | 20         |
| 2002                                                                            | 1 190 000            | 3 500 000 | 34.0           | 19         | 13            | 6             | 62 631                   |                      | 15         | 15         | 17         |
| 2010                                                                            | 2 800 000            | 4 000     | 70.0           | 31         | 19            | 12            | 90 322                   |                      | 30         | 19         | 13         |
| 2012                                                                            | 2 800 000            | 4 200 000 | 66.7           | 36         | 22            | 14            | 77 777                   |                      | 27         | 23         | 14         |
| 2013                                                                            | 2 800 000            | 4 000     | 70.0           | 43         | 19            | 24            | 65 116                   |                      | 34         | 28         | 19         |
| 2017                                                                            | 2 984 000            | 4 263 000 | 70.0           | 46         | 28            | 18            | 64 869                   | 1                    | 28         | 28         | 19         |
| 2020                                                                            | 3 164 190            | 4 667 760 | 67.8           | 53         | 27            | 26            | 59 701                   |                      | 36         | 28         | 20         |
| Fuente: Catholic-Hierarchy, que a su vez toma los datos del Anuario Pontificio. |                      |           |                |            |               |               |                          |                      |            |            |            |